# Rou Reynolds
Rou Reynolds, all'anagrafe Roughton Leslie Paul Reynolds (St Albans, 16 gennaio 1986), è un cantautore, polistrumentista, disc jockey e produttore discografico britannico, membro fondatore del gruppo electronicore Enter Shikari.
Nel 2007 ha dato inizio a un progetto solista di musica elettronica: inizialmente chiamato Routron 5000, è stato poi rinominato in Shark & Blitz e successivamente in Rout, nome con il quale ha realizzato un album in studio, una raccolta, un EP e numerosi remix. È inoltre fondatore della linea di abbigliamento attivista Step Up.

## Biografia
Nato e cresciuto a St Albans, nell'Hertfordshire, inizia a suonare la tromba già da piccolo nell'orchestra della scuola. Nel 1999, all'età di 13 anni, crea con i compagni di scuola Chris Batten (basso) e Rob Rolfe (batteria) gli Hybrid, anche se conosceva il primo già dall'età di 11 anni. Dopo l'uscita di un EP autoprodotto intitolato Commit No Nuisance, i tre decidono di sciogliere la formazione per creare, insieme al chitarrista Liam "Rory" Clewlow, gli Enter Shikari. Reynolds passa così dalla chitarra alle tastiere e ai sintetizzatori, e dopo altri tre EP autoprodotti registrano e pubblicano nel 2007 l'album Take to the Skies, di notevole successo nel Regno Unito. Sempre nel 2007 comincia a suonare come chitarrista nella band indipendente di St Albans JBM. Con gli Enter Shikari pubblica, oltre a varie raccolte e album dal vivo, altri cinque album di inediti: Common Dreads (2009), A Flash Flood of Colour (2012), The Mindsweep (2015), The Spark (2017), Nothing Is True & Everything Is Possible (2020).
È dopo l'uscita di Take to the Skies che nasce il progetto collaterale Routron 5000, attraverso il quale Reynolds realizza un solo remix per una raccolta degli Enter Shikari. Decide poi di cambiare il nome del progetto in Shark & Blitz, che muta definitivamente in Rout nel 2008. Il 5 maggio 2010 pubblica il suo primo album da solista, intitolato Spirit of Humanity. I ricavi delle vendite del disco vengono interamente devoluti in favore dello sviluppo della sua neonata azienda di abbigliamento attivista Step Up. Nel 2012 pubblica, sempre sotto il nome di Rout, l'EP Nourishment, del quale il ricavato delle vendite viene interamente devoluto in beneficenza. Nello stesso anno vince anche il premio come "Hero of the Year" ai Kerrang! Awards. A partire dal 2013 Reynolds produce musica elettronica con gli altri membri degli Enter Shikari sotto lo pseudonimo Shikari Sound System, accantonando così il progetto Rout.
Nel 2025 debutta come attore teatrale in occasione del tour britannico della trasposizione in musical dell'album Jeff Wayne's Musical Version of The War of the Worlds di Jeff Wayne del 1978, a sua volta una versione musicale del romanzo La guerra dei mondi (The War of the Worlds) di H. G. Wells.

## Influenze musicali

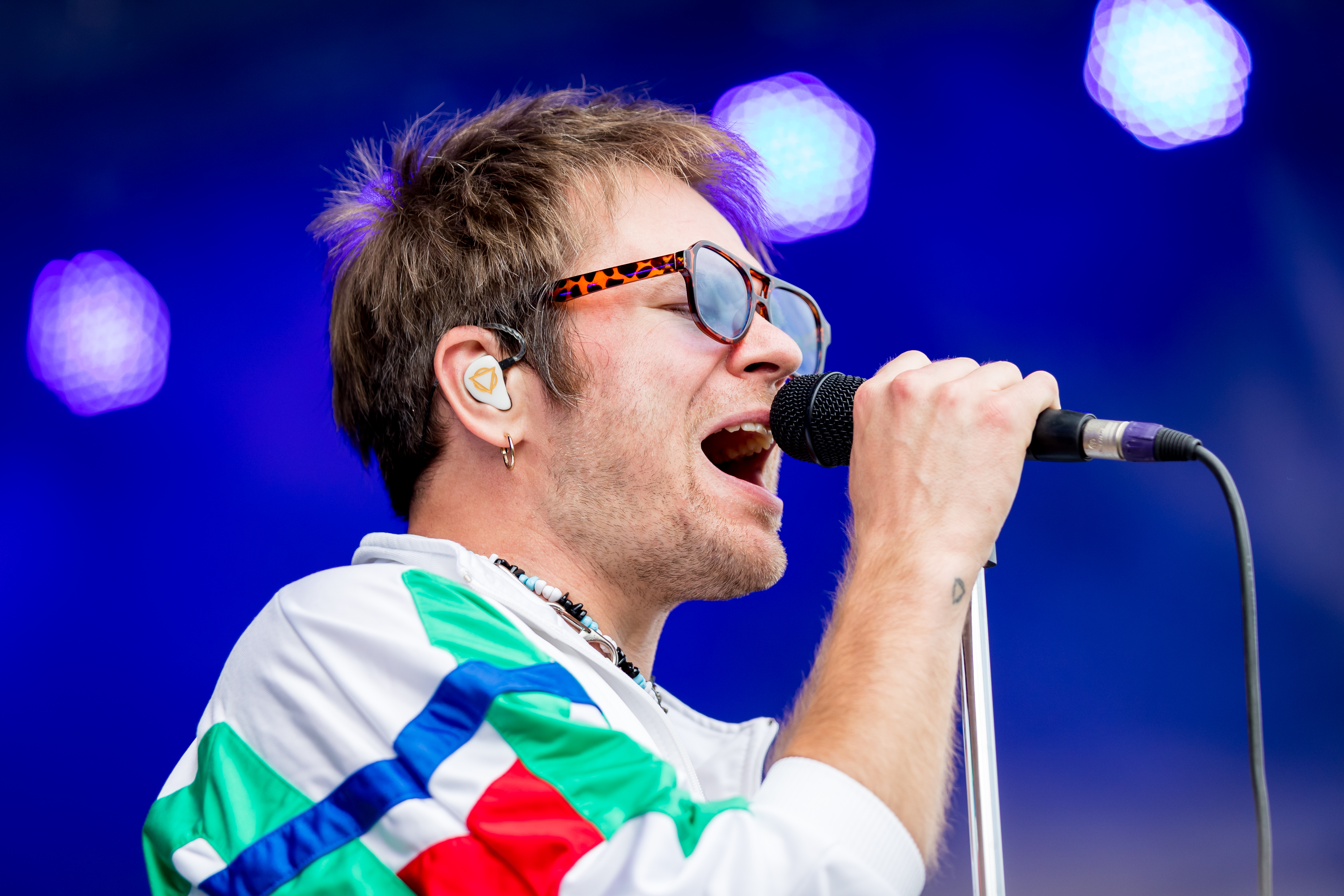
Rou Reynolds in concerto con gli Enter Shikari al Download Germany 2022

Reynolds racconta di aver iniziato ad ascoltare musica con generi melodici come Motown e soul, per poi essersi appassionato a gruppi rock come Muse, Radiohead, The Beatles e Oasis e successivamente essere passato all'hardcore punk londinese e infine alla dance e al dubstep. È influenzato, nella scrittura dei testi e della musiche per gli Enter Shikari, da diversi generi musicali: tra i tantissimi artisti punk e rock che sin dagli inizi l'hanno influenzato vi sono in particolare gli Oasis e i Radiohead, oltre all'intera scena musicale hardcore punk dell'Hertfordshire durante la sua adolescenza, mentre cita la Hospital Records come la sua etichetta drum and bass preferita e Jon Hopkins tra gli artisti che lo hanno avvicinato all'hip hop e al parlato nella musica. Nei suoi lavori come DJ attinge principalmente da generi quali drum and bass, dubstep e UK garage. Dal punto di vista canoro utilizza in modo versatile falsetto, baritono, growl, parlato e rapping, a volte anche nella stessa canzone.
Nei testi tratta in un'ottica progressista dei problemi culturali, sociali e politici della società contemporanea, anche se non è raro che tratti nelle sue canzoni di altri temi come la scienza o di temi più introspettivi come la salute mentale e l'autodeterminazione. Dal 2016 Reynolds è diventato vegano, ma ha dichiarato di non voler trattare di tali temi nelle proprie canzoni.

## Discografia

### Con gli Hybrid
EP
- 2002 – Commit No Nuisance

### Con gli Enter Shikari
Album in studio
- 2007 – Take to the Skies
- 2009 – Common Dreads
- 2012 – A Flash Flood of Colour
- 2015 – The Mindsweep
- 2017 – The Spark
- 2020 – Nothing Is True & Everything Is Possible
- 2023 – A Kiss for the Whole World

### Da solista
Album in studio
- 2010 – Spirit of Humanity

Raccolte
- 2012 – Rout's Golden Oldies

EP
- 2012 – Nourishment

Singoli
- 2010 – Charity Single
- 2011 – Blue Clouds
- 2016 – Everything Is Borrowed (The Streets)

### Remix
| Anno | Canzone                                                    | Artista                  |
| ---- | ---------------------------------------------------------- | ------------------------ |
| 2007 | Adieu                                                      | Enter Shikari            |
| 2008 | Sorry You're Not a Winner                                  | Enter Shikari            |
| 2008 | We Can Breathe in Space, They Just Don't Want Us to Escape | Enter Shikari            |
| 2008 | Gamegirl                                                   | The Secret Handshake     |
| 2009 | Friends? We're More Like a Gang                            | Canterbury               |
| 2009 | Take 'im Out                                               | Teef                     |
| 2009 | Little Lion Man                                            | Mumford & Sons           |
| 2009 | S.W.A.G.                                                   | The Qemists              |
| 2009 | No Sleep Tonight                                           | Enter Shikari            |
| 2010 | Solidarity                                                 | Enter Shikari            |
| 2010 | Thumper                                                    | Enter Shikari            |
| 2010 | Headbutt                                                   | The King Blues           |
| 2010 | The Uprising                                               | Get Cape. Wear Cape. Fly |
| 2010 | Carol of the Bells                                         | Peter Wilhousky          |
| 2011 | Destabilise                                                | Enter Shikari            |
| 2011 | Sssnakepit                                                 | Enter Shikari            |
| 2011 | Austere                                                    | The Joy Formidable       |
| 2012 | Quelle Surprise                                            | Enter Shikari            |
| 2012 | Boom Boom Boom                                             | The Outhere Brothers     |
| 2012 | Everyday                                                   | Netsky                   |
| 2012 | God Is a DJ                                                | Faithless                |
| 2012 | Little Bit of Luck                                         | DJ Luck & MC Neat        |
| 2012 | Heysátan                                                   | Sigur Rós                |
| 2012 | Soldier Boy (Kill' Em)                                     | Scroobius Pip            |

## Collaborazioni
| Anno | Canzone                                     | Artista             | Album di provenienza              | Note                 |
| ---- | ------------------------------------------- | ------------------- | --------------------------------- | -------------------- |
| 2010 | Take It Back (feat. Enter Shikari)          | The Qemists         | Spirit in the System              | voce, programmazione |
| 2015 | Eavesdropper (feat. Rou Reynolds)           | Stray from the Path | Subliminal Criminals              | voce aggiuntiva      |
| 2016 | Taken (feat. Rou Reynolds)                  | Hacktivist          | Outside the Box                   | voce aggiuntiva      |
| 2016 | Feed Em to the Lions (All Star Remix)       | Solo 45             | /                                 | voce aggiuntiva      |
| 2017 | Shelter from the Storm (feat. Rou Reynolds) | Keeno               | Music for Orchestra: Drums & Bass | voce                 |
| 2017 | Freedom (feat. Rou Reynolds)                | Crossfaith          | Freedom                           | voce aggiuntiva      |
| 2019 | Downfall                                    | Issues              | Beautiful Oblivion                | programmazione       |
| 2021 | Self                                        | Steven Wilson       | The Future Bites                  | cori                 |
| 2022 | Systematic (feat. Rou Reynolds)             | While She Sleeps    | Sleeps Society (Deluxe Edition)   | voce aggiuntiva      |
| 2022 | No Future? Yeah Right (feat. Rou Reynolds)  | You Me at Six       | /                                 | voce aggiuntiva      |
| 2022 | Euphoric Rush (feat. Rou Reynolds)          | Bop X Subwave       | Renaissance                       | voce                 |
| 2023 | Garden of Eden (feat. Rou Reynolds)         | Bad Rabbits         | /                                 | voce aggiuntiva      |
| 2023 | GLOFS (feat. Rou Reynolds)                  | Blackout Problems   | /                                 | voce aggiuntiva      |

## Libri
- 2017 – Dear Future Historians: Lyrics and Exegesis of Rou Reynolds for the Music of Enter Shikari, Faber Music
- 2018 – The Spark: Lyrics and Exegesis of Rou Reynolds, Faber Music
- 2019 – Dear Future Historians: Lyrics and Exegesis of Rou Reynolds for the Music of Enter Shikari 2006-2019, Faber Music
- 2021 – A Treatise on Possibility: Perspectives on Humanity Hereafter, Faber Music

## Teatro
- 2025 – The War of the Worlds